# Campo de fútbol de Betio
El Campo de Fútbol de Betio (en inglés: Betio Soccer Field) es el nombre que recibe un recinto deportivo de usos múltiples en la localidad de Betio en Kiribati un país en el Océano Pacífico. Actualmente se utiliza sobre todo para los partidos de fútbol. Allí juega habitualmente sus partidos el equipo del Ayuntamiento de Betio conocido como Betio Town Council FC.